# Jaume Fort Prats
Jaume Fort Prats (Reus, 28 de desembre de 1873 - 4 de novembre de 1955) va ser un escriptor català.
Funcionari municipal i col·laborador a la premsa reusenca, publicà entre 1908 i 1914 llargs articles a Les Circumstàncies, molts d'ells de caràcter anticlerical. Va fundar el diari El Heraldo de Reus el 1916, i l'any següent el setmanari El Heraldo de Cataluña. Va ser autor d'alguns llibres de narracions (Por tierras africanas, el 1914, i Del teatro de la guerra, el 1915) i d'obres de teatre de caràcter històric. La seva obra més popular ha estat, en nou volums, Anales de Reus desde 1860 hasta nuestros días (1924-1932), que volia ser una continuació dels Anales históricos de Reus de Bofarull. Va publicar també diverses obres de divulgació de temes locals. El 1922 va ser un dels fundadors de l'Associació de la Premsa de Reus. Tot i la seva ideologia conservadora i el fet d'haver utilitzat sempre el castellà en les seves obres, el 1939 va ser depurat del seu càrrec de dipositari municipal. En la postguerra va col·laborar amb Guix Sugranyes en una publicació reusenca, Urbs. Va morir a Reus el 1955.